# Yli Liekkojärvi
Yli-Liekkojärvi är en sjö i Finland. Den ligger i kommunen Kemijärvi i landskapet Lappland, i den norra delen av landet, 700 km norr om huvudstaden Helsingfors. Yli-Liekkojärvi ligger 213,1 meter över havet. Den är 5,6 meter djup. Arean är 64,7 hektar och strandlinjen är 6,43 kilometer lång. Sjön  ingår i Kemi älvs huvudavrinningsområde. 